# Sint-Catharinakerk (Hengstdijk)
De Sint-Catharinakerk is een rooms-katholieke kerk in Hengstdijk in de provincie Zeeland.

## Geschiedenis
De parochie werd in 1161 gesticht waarna korte tijd later een eerste kerk gebouwd werd in Hengstdijk. In 1591 werd de kerk in brand gestoken door de Geuzen en na de reformatie behoorde de kerk aan de protestanten. Na 3 augustus 1645 werd de kerk verlaten en op 30 maart 1797 werd de kerk opnieuw door de katholieken in gebruik genomen. Omdat het gebouw zo vervallen was werd op 13 december 1891 beslist om dit af te breken en op dezelfde plaats een nieuwe kerk te bouwen. De eerste steen werd op 13 juni 1892 gelegd en datzelfde jaar werd de nieuwe kerk in gebruik genomen.
Bij een eerste restauratie in 1977 werden de grote toren en de gebrandschilderde ramen hersteld. De kerk werd in 1978 beschermd als rijksmonument. Op 1991 bleken een aantal zolderbalken in slechte staat en een tweede restauratie werd uitgevoerd in 1994 waarbij de kopconstructie, de vieringtoren en het houtwerk van de traptoren onder handen genomen werd.

## Kerkgebouw
De kerk is een neogotische eenbeukige kruiskerk met een driezijdig gesloten koor en een westtoren met een vierzijdige naaldspits. 
Binnen zijn houten kruisribgewelven, opgaande van kolonnetten met knopkapitelen tegen wandpilasters. De gebrandschilderde ramen zijn geïnspireerd op de vroege gotiek. Het pijporgel werd in 1917 gebouwd door de Gebroeders Vermeulen, in 1981 gerestaureerd door de firma A. Nijsse & Zonen uit Wolphaartsdijk en hersteld in juli 1977 door Ad van der Wege en Eduward Collet in 1977.

## Fotogalerij

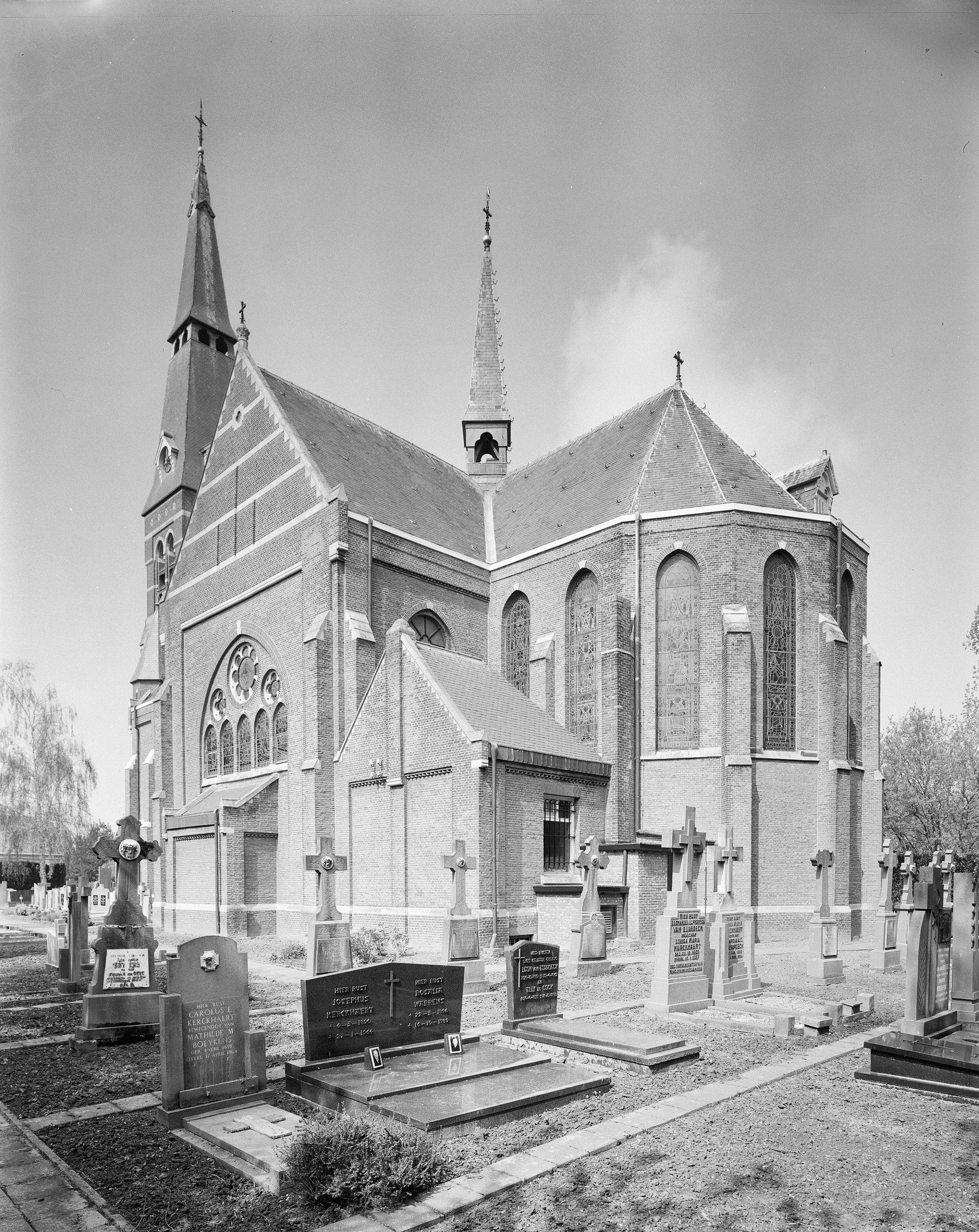
Zuidoostgevel
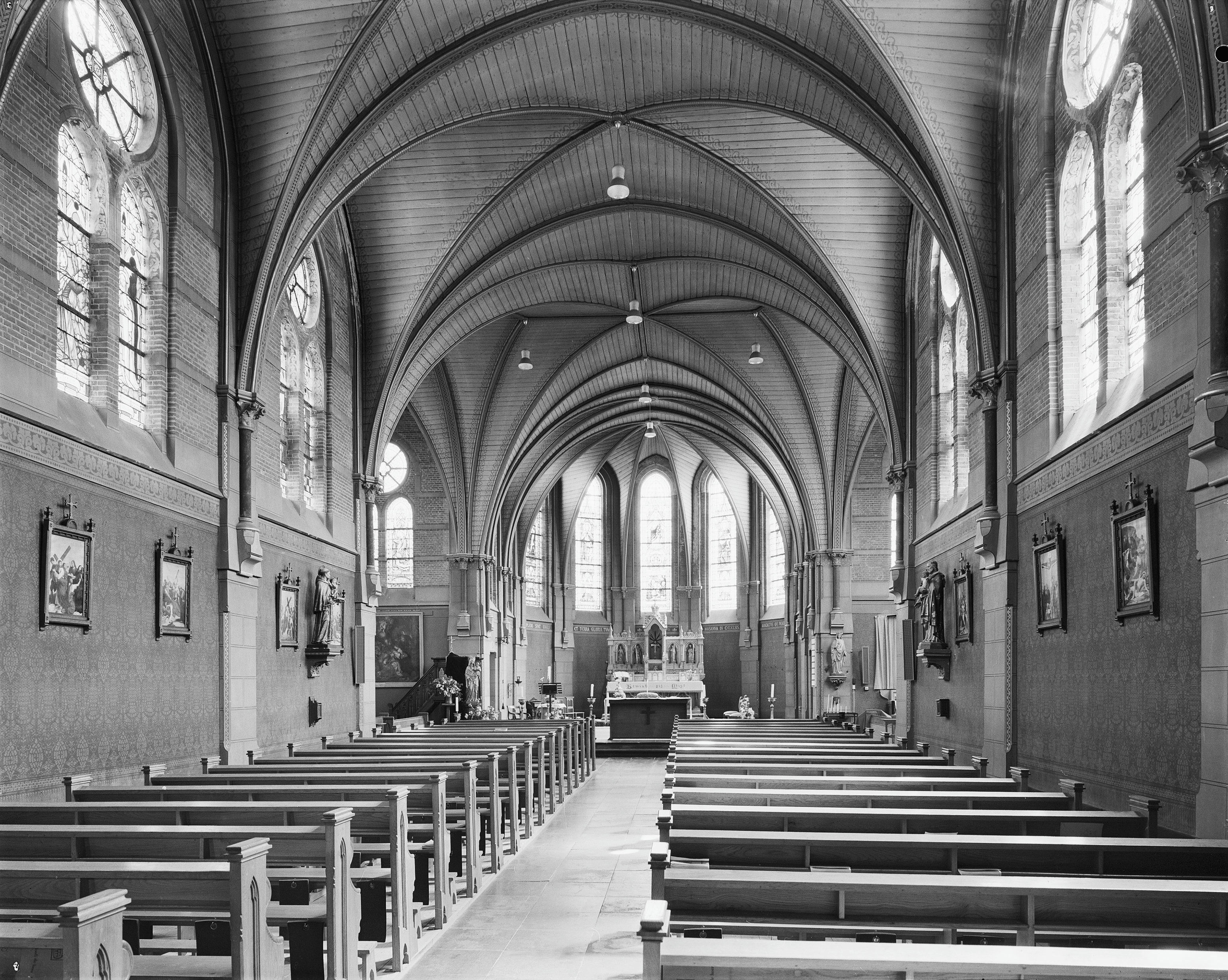
Interieur met kerkkoor
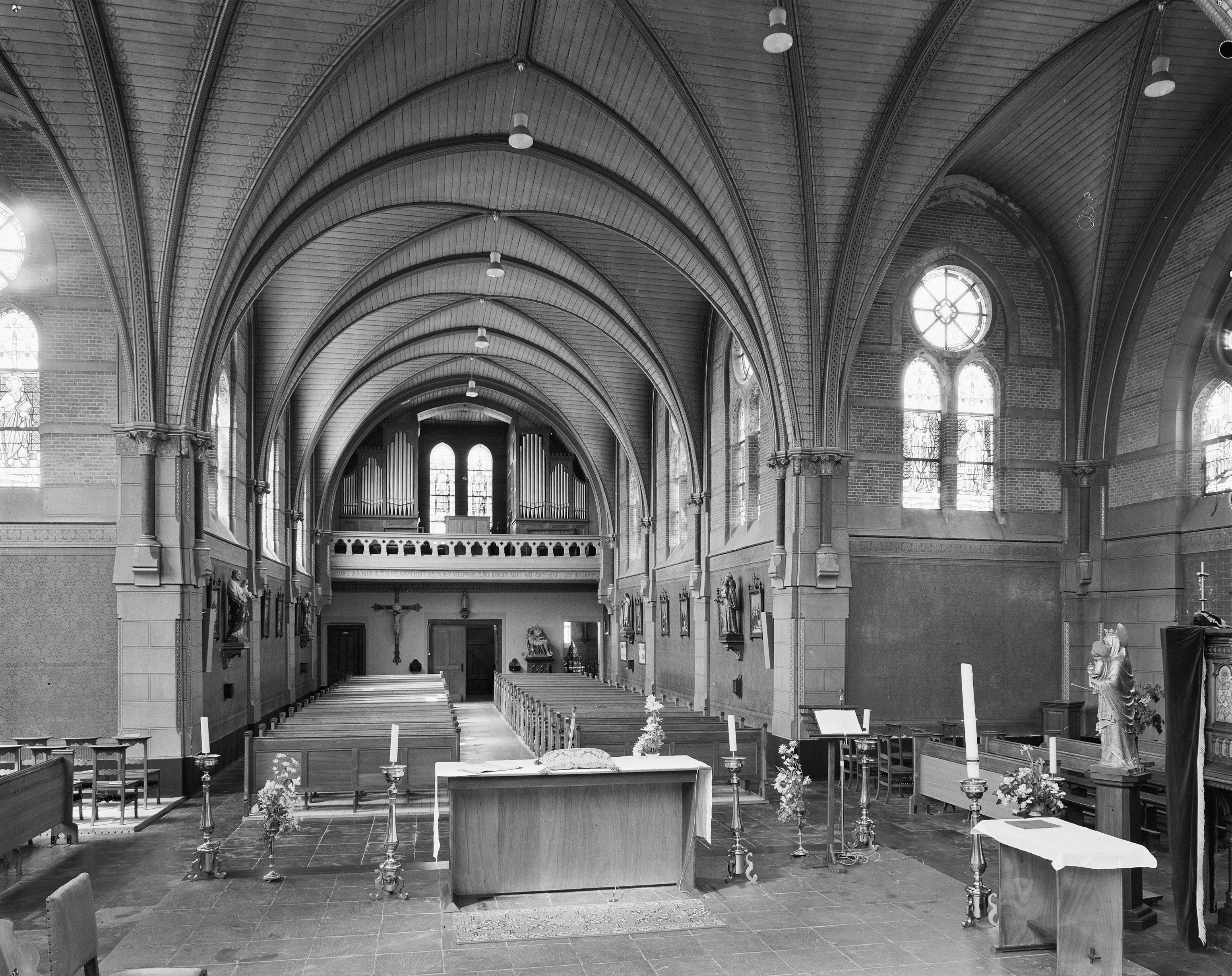
Interieur met pijporgel